# Eliot Feld
Eliot Feld (Brooklyn, 5 juli 1942) is een Amerikaans balletdanser en choreograaf.
Feld begon zijn danscarrière bij het American Ballet Theatre. Eind jaren 1960 richtte hij een eigen gezelschap op, de American Ballet Company, dat een verrassende combinatie van modern en klassiek balletrepertoire bracht. Feld trad er op als danser, choreograaf en artistiek leider. Na enkele jaren ontbond hij zijn gezelschap en keerde terug naar het American Ballet Theatre. In 1978 startte Feld een balletschool.
- Bibliothèque nationale de France: cb162210589 (data)
- Gemeinsame Normdatei: 1166454959
- International Standard Name Identifier: 0000 0004 5096 3630
- Library of Congress Control Number: nr94043709
- Nationale Bibliotheek van Israël: 987007401135705171
- Trove: 1576899
- Virtual International Authority File: 316737506
- WorldCat: E39PBJcGmd8yRHjvcPhrmXcwYP